# Hakim Wih Ilang
Hakim Wih Ilang is een bestuurslaag in het regentschap Bener Meriah van de provincie Atjeh, Indonesië. Hakim Wih Ilang telt 918 inwoners (volkstelling 2010).